# 蟲紋阿南魚
蟲紋阿南魚，又稱蟲紋鹦鯛、蠕紋阿南魚，俗名花斑龍、地圖龍、烈仔，為輻鰭魚綱鱸形目隆頭魚亞目隆頭魚科的其中一種。

## 分布
本魚分布於印度西太平洋區，包括模里西斯、日本、台灣、菲律賓、印尼、澳洲、新喀里多尼亞、帛琉、新幾內亞、庫克群島、斐濟、東加等海域。

## 深度
水深4至30公尺。

## 特徵
本魚體長形，側扁。口小；唇稍厚，內側具縐褶；上下頜前方各有一對向前伸出門狀齒，扁平而有切截緣。雌魚及幼魚為一致之深褐色，背鰭及臀鰭的最後三軟條上有一黑色眼狀斑。雄魚顏色較鮮豔，其頭部及胸鰭下方有許多蟲狀藍紋。每一鱗片中央均有一藍色垂直線紋。背鰭、臀鰭棘尾鰭上一有許多藍色小點。各奇鰭的外緣為黃色，而黃色的內緣為青色，但背鰭硬棘部則只有青色外緣。體被大或中大鱗，頭部眼前無鱗，胸部鱗片不較體側為大；側線連續。背鰭硬棘9枚、背其軟條11至13枚、臀鰭硬棘3枚、臀鰭軟條11至13枚。體長可達20公分。

## 生態
本魚棲息於岸邊的珊瑚礁淺海域，白天於礁石區覓食，夜晚則潛入沙中睡眠。幼魚以小型甲殼類和多毛類為食，成魚以較大型的甲殼類、軟體動物和多毛類等為食。具性轉變的行為，屬於先雌後雄型。

## 經濟利用
為觀賞魚類，但亦可食用，紅燒或清蒸均可。